# Bezirk Tolé
Tolé ist ein Bezirk (distrito) der Provinz Chiriquí in Panama. Die Einwohnerzahl betrug laut Volkszählung 2023 13.193.

## Gliederung
Der Bezirk Tolé ist administrativ in folgende Corregimientos unterteilt:
- Tolé (Hauptstadt)
- Cerro Viejo
- Lajas de Tolé
- Potrero de Caña
- Quebrada de Piedra
- Bella Vista
- El Cristo
- Justo Fidel Palacios
- Veladero